# فافا
فافا (بالبرتغالية: Edvaldo Izídio Neto‏) هو إدفالدو إزيديو نيتو من مواليد 12 نوفمبر 1934 ووفيات 19 يناير 2002، لاعب كرة قدم برازيلي سابق كان في مركز مهاجم ونال لقب هداف كأس العالم لكرة القدم 1962 برصيد أربعة أهداف وتقاسم اللقب مع خمسة لاعبين آخرين هم غارينشيا ودرازين يركوفيتش وفلوريان ألبرت وفالنتين إيفانوف وليونيل سانشيز، فافا هو أول لاعب يحرز هدفين في نهائيّ كأس العالم في نهائيّ 1958 و1962.

## مسيرته الكروية
لعب فافا لنادي فاسكو دي غاما ونادي بالميراس، ولعب أيضا لمنتخب البرازيل لكرة القدم ويعتبر فافا من أفضل المهاجمين البرازيلين، وقد لعب فافا مع منتخب البرازيل لكرة القدم 22 مباراة دولية، وشارك في كأس العالم لكرة القدم 1958 وكأس العالم لكرة القدم 1962، حيث سجل في الكأس الأول 5 أهداف والكأس الثاني 4 أهداف.
ويعتبر فافا واحد من خمسة لاعبين سجلوا هدف أو أكثر في المباريات النهائية في كأس العالم في بطولات مختلفة، واللاعبين هم بيليه وبول برايتنر وزين الدين زيدان وكليان مبابيز
بدأ فافا مسيرته الكروية مع نادي سبورت كلوب دي راسيف في عام 1949، وفي سنة 1950 انتقل إلى نادي فاسكو دي غاما، ولعب معهم حتى سنة 1958، وفي سنة 1958 انتقل إلى نادي أتلتيكو مدريد الإسباني، وفي سنة 1961 عاد إلى البرازيل ولعب لنادي بالميراس، وفي سنة 1964 انتقل إلى المكسيك ولعب لنادي أمريكا، وفي موسم 1967/1968 لعب لنادي توروس نيزا المكسيكي، وفي موسم 1968/1969 انتقل إلى نادي سان دييغو توروس الأمريكي، وأنهى مسيرته الكروية مع نادي أسوسياو بورتوغيزا دي ديسبورتوس.

## روابط خارجية
- فافا على موقع الاتحاد الدولي (مؤرشف)  (الإنجليزية)
- فافا على موقع قاعدة بيانات كرة القدم.إي يو (الإنجليزية)
- فافا على موقع ليكيب (الفرنسية)
- فافا على موقع ناشيونال فوتبول تيمز (الإنجليزية)
- فافا على موقع أوليمبيديا (الإنجليزية)